# James Kyson Lee
James Kyson Lee, pseudonimo di Lee Jae Hyuk (in coreano 이재혁; Seul, 13 dicembre 1975), è un attore statunitense nato in Corea, celebre per interpretare il ruolo di Ando Masahashi nella serie televisiva Heroes.

## Filmografia parziale

### Cinema
- Asian Stories, regia di Ron Oda & Kris Chin (2006)
- Big Dreams Little Tokyo, regia di Dave Boyle (2006)
- Ombre dal passato (Shutter), regia di Masayuki Ochiai (2008)
- White on Rice, regia di Dave Boyle (2009)
- Hard Breakers, regia di Leah Sturgis (2010)
- Necrosis, regia di Jason Robert Stephens (2010)
- How to Make Love to a Woman, regia di Scott Culve (2010)
- Star Runners, regia di Mat King (2010)
- WWII in HD, regia di Frederic Lumiere & Matthew Ginsburg (2010)
- Plush, regia di Catherine Hardwicke (2013)
- Breaking & Exiting, regia di  Peter Facinelli (2018)
- Werewolves, regia di Matthew Kennedy (2024)

### Televisione
- Heroes - serie TV, 61 episodi (2006-2010)

## Doppiatori italiani
Nelle versioni in italiano delle opere in cui ha recitato, Peter Francis James è stato doppiato da:
- Fabrizio Vidale in Heroes
- Massimo De Ambrosis in Ombre dal passato
- Marco Baroni in Hawaii Five-0
- Enrico Pallini in Justified - L'uomo di legge
- Roberto Certomà in NCIS: Los Angeles
- Francesco Meoni in Next